# Gopher
Gopher — мережевий протокол розподіленого пошуку і передачі документів, який був широко поширений в Інтернеті до 1993 року. Протокол призначався для надання доступу до документів в Інтернеті, але мав менше можливостей, ніж HTTP, і згодом був ним повністю витіснений.
Gopher — засіб пошуку інформації в мережі Інтернет, що дозволяє знаходити інформацію за ключовими словами і фразами. Робота із системою Gopher нагадує перегляд змісту, при цьому користувачу пропонується пройти крізь ряд вкладених меню і вибрати потрібну тему. Gopher дозволяє отримати інформацію без вказівки імен і адрес авторів, завдяки чому користувач не витрачає багато часу і нервів. Він просто повідомляє системі Gopher, що саме йому потрібно, і система знаходить відповідні дані. Gopher-серверів понад дві тисячі, тому з їхньою допомогою не завжди просто знайти необхідну інформацію. Якщо виникли ускладнення, можна скористатися службою VERONICA. VERONICA здійснює пошук більш ніж у 500 системах Gopher, звільнюючи користувача від необхідності переглядати їх вручну.
Хоча нині Gopher практично не розвивається чи його розвиток йде набагато повільніше інших сервісів схожого призначення, все ж через Gopher можна отримати доступ до великої кількості інформації — в першу чергу, з історичних причин — був період, коли Gopher був найкращим засобом для передачі інформації, і деякі організації та компанії досі продовжують його використовувати. Сучасні засоби роботи з інформацією в Інтернеті забезпечують доступ і до серверів Gopher, тому немає необхідності вивчення методів роботи зі спеціальними програмами-клієнтами Gopher. Щодо використання сервера Gopher для надання своєї інформації для публічного використання, то навряд чи на нинішньому етапі розвитку Інтернету це варто робити, бо Gopher морально застарів.
Gopher — це розподілена система експорту структурованої інформації. При роботі з Gopher користувач знаходиться у системі вкладених меню, з яких доступні файли різних типів — як правило, прості тексти, але це може бути і графіка, і звук, і будь-які інші типи файлів. Таким чином, для публічного доступу надаються файли з інформацією не у вигляді файлової структури, як в FTP, а у вигляді анотованої деревоподібної структури.
Gopher — сервіс прямого доступу і потребує, щоб і сервер, і клієнт були повноцінно підключені до Інтернету.

## Клієнти
В Internet Explorer версій 5 та 6 для Windows підтримка Gopher відключена з червня 2002 року з виходом патча, що призначався для виправлення уразливості в обробнику протоколу Gopher; однак її можна повернути через редагування реєстру. В Internet Explorer 7 Gopher більше не підтримується. Internet Explorer для Mac (тільки на платформі PowerPC) все ще підтримує Gopher.
Інші браузери, включаючи Mozilla і AOL, підтримують протокол лише частково — найбільш істотним недоліком є те, що вони не відображають інформаційний текст, використовуваний у багатьох gopher-меню. Для повної підтримки Gopher у Konqueror необхідний плагін, такий як kio_gopher.

Mozilla Firefox повністю підтримував Gopher, починаючи з версії 1.5 і до 4 (у 4-й версії браузера, що вийшла в березні 2011 року, Gopher перестав підтримуватися, але можна встановити спеціальне розширення), і частково — в попередніх версіях.

SeaMonkey та Camino також повністю підтримують Gopher. Однак найбільш повна підтримка Gopher доступна в текстовому браузері Lynx.
Safari не підтримує Gopher, для підтримки в Opera потрібен проксі-сервер, наприклад Squid.